# 哈瑪達·塔拉特
哈瑪達·塔拉特（Hamada Talat，1981年3月1日—）是一名埃及射擊運動員，主攻50公尺步槍三姿、50公尺步槍臥射和10公尺空氣步槍項目。他曾獲得非洲射擊錦標賽男子50公尺步槍三姿冠軍。

## 外部連結
- ISSF（页面存档备份，存于）